# Sân bay Oyo Ollombo
Sân bay Oyo Ollombo (IATA: OLL, ICAO: FCOD) là một sân bay ở Oyo, tỉnh Cuvette, Cộng hòa Congo.

## Vị trí và cơ sở vật chất
Sân bay cách thị trấn 9 km về phía tây nam, trên độ cao 1073 ft (327 m) so với mực nước biển. Nó có một đường băng bê tông dài 3300 m.